# Addicted to You (utwór muzyczny Laury Voutilainen)
Addicted to You – utwór fińskiej piosenkarki Laury Voutilainen, nagrany oraz wydany w formie singla w 2002 i zamieszczony na re-edycji piątego albumu studyjnego artystki pt. Puolet sun auringosta. Piosenkę napisali Maki Kolehmainen, Janina Frostell i Tracy Lipp.
Utwór reprezentował Finlandię podczas 47. Konkursu Piosenki Eurowizji w 2002.

## Historia utworu
Utwór powstał w 2002, muzykę skomponował Maki Kolehmainen, a tekst napisali Janina Frostell i Tracy Lipp. Producentami singla zostali Jani Saastamoinen, Maki Kolehmainen, Mika Mettälä i Pekka Ruuska, który był również producentem wykonawczym całości. Za mastering piosenki odpowiedzialny był Pauli Saastamoinen.
W 2002 piosenka została zakwalifikowana do finałowej stawki Euroviisut 2002, fińskich eliminacji do Konkursu Piosenki Eurowizji, jako jedna z 12 propozycji wybranych spośród 476 zgłoszeń. Pod koniec stycznia zdobyła największe poparcie komisji jurorskiej (46 punktów) i telewidzów (36% głosów), zostając utworem reprezentującym Finlandię podczas 47. Konkursu Piosenki Eurowizji organizowanego 25 maja w Tallinnie. Zajął w nim 20. miejsce, zdobywając 24 punkty. Podczas występu Voutilainen towarzyszyli chórzyści, w tym Gary Revell Jr..

## Lista utworów
CD Single
1. „Addicted to You” – 3:00
2. „Addicted to You (Club Edit)” – 4:13

## Notowania na listach przebojów
| Kraj      | Lista (2002)   | Najwyższe miejsce |
| --------- | -------------- | ----------------- |
| Finlandia | Singles Top 20 | 11                |